# Дирофилариоза
Дирофилариозата е инфекциозна болест, причинявана от паразитни кръгли червеи от род Dirofilaria. Често срещана при кучетата, както и при други домашни и диви хищници, болестта, пренасяна чрез ухапвания на комари, е наблюдавана и при хората с най-голяма концентрация в Средиземноморието, особено в Италия. В повечето случаи заболяването е безсимптомно и се лекува чрез хирургическо отстраняване на паразитите.